# Colletes bradleyi
Colletes bradleyi là một loài Hymenoptera trong họ Colletidae. Loài này được Mitchell mô tả khoa học năm 1951.